# Abrogans

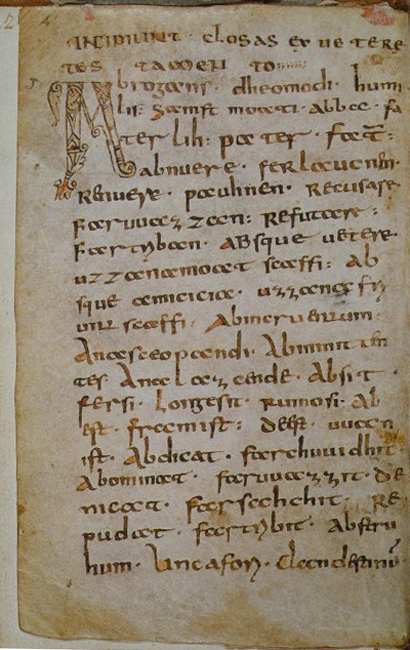
A Sankt Galleni kolostorban őrzött Abrogans kézirat egy lapja (Stiftsbibl., cod. 911)
Felirat: INCIPIUNT CLOSAS EX VETERE TESTAMENTO ("Itt kezdődnek az ótestamentumi glosszák")

Abrogans, pontosabban Abrogans deutsch, egy latin - ófelnémet glosszárium. A Sankt Gallen-i kolostor könyvtárában őrzött példány a legrégibb német nyelvemlékeket őrző könyv.
A gyűjteményben háromezerhatszázhetven ófelnémet szó található összesen tizennégyezerhatszáz alakban, ezért a gyűjtemény felbecsühetetlen kultúrtörténeti kincs és az ófelnémet nyelv igen értékes forrása. Neve az első bejegyzésből származik: abrogans = dheomodi (egyszerű, szerény, alázatos).
A germanisztika általában két szerző, Arbeo von Freising dél-tiroli szerzetes (meghalt 783-ban vagy 784-ben) illetve Kero bencés szerzetes munkájának tulajdonítja.
Az abrogans alapja egy latin nyelvű, ABC-sorrendbe szedett szinonimaszótár. Ez a latin-latin szójegyzék - a latin abrogans -, melyet számtalan késő ókori és kora középkori jegyzékből állítottak össze, valószínűleg Olaszországban keletkezett (szóba jöhet a jelentős dél-olasz Vivarium-kolostor). Létrejött egy olyan szótár, amelyben a latin nyelvű biblia ritka kifejezéseit ismertebb latin szavakkal magyarázták. A korabeli írnokok szándéka a szójegyzék összeállításával az lehetett, hogy lehetővé váljon a Biblia szövegének még pontosabb értelmezése.
A 8. század közepe felé felnémet területen az Abrogans szójegyzéket ófelnémet szavakkal egészítették ki. "Ez szinte reménytelen vállalkozás volt, hiszen a német nyelvnek akkor a saját jelentésvilágától teljesen eltérő fogalmakat és elképzeléseket kellett visszaadnia" (D. Kratschoke). 790-ben Regensburgban lerövidítették és átdolgozták az Abrogans szójegyzéket, de ezúttal a latin szavakat is ABC- sorrendben szedték. Ez a jegyzék a samanunga worto (ófelnémet), Sammlung von Worten (újfelnémet), szógyűjtemény (magyarul).
A szógyűjtemény keletkezésének idejéből nem maradt fenn egy példány sem. Csupán a bajor nyelvű eredetiről készült három alemann másolat maradt ránk. A legjobb állapotú, de nagyon hiányos az eredeti mű másolata, amelyet valószínűleg Murbachban vagy Regensburgban készítettek. (Paris, Bibl. Nat., cod. lat. 7640, f. 124r-132v).

## Külső hivatkozások
- Az abrogans kézirat digitális-fakszimiléje Archiválva 2020. május 26-i dátummal a Wayback Machine-ben (Cod. Sang. 911) a Sankt Galleni kolostor digitális könyvtárában Codices Electronici Sangallenses (CESG)